# Seznam pomníků obětem první světové války v okrese Pardubice
Seznam pomníků obětem první světové války v okrese Pardubice shromažďuje fotografie a další informace o pomnících obětem první světové války nacházejících se v okrese Pardubice. V prvním sloupci je název obce (města nebo vesnice), ve které se pomník nachází. Následuje ilustrační fotografie, odkaz na galerii fotografií pomníku v commons, geografické souřadnice pomníku, autor (pokud je znám) a typ pomníku. Typy pomníků mohou být následující: pomník, socha, deska, kaple. Některé pomníky jsou spojeny s pomníky obětem II. světové války, jiné připomínají pouze oběti I. světové války.
| Umístění           | Fotografie | commons | Geografické souřadnice           | Autor | Odhalení | Popis | Typ    | Poznámky                                           |
| ------------------ | ---------- | ------- | -------------------------------- | ----- | -------- | --- | ------ | -------------------------------------------------- |
| Barchov            |            |         | 49°59′58″ s. š., 15°40′49″ v. d. |       |          | kamenný pylon s nápisem - seznamem padlých z I. světové války se lvem va vrcholu a truchlící ženou               | pomník |                                                    |
| Bezděkov           |            |         | 50°0′30″ s. š., 15°38′43″ v. d.  |       |          | kámen s deskou - seznamem padlých z I. světové války v centru obce                                               | pomník |                                                    |
| Brloh              |            |         | 50° s. š., 15°33′26″ v. d.       |       |          | kamenný pylon s seznamem padlých z I. světové války v centru obce                                                | pomník |                                                    |
| Bukovina nad Labem |            |         |                                  |       |          | kamenný pomník se sochou a seznamem padlých z I. světové války v centru obce                                     | socha  |                                                    |
| Bílé Vchynice      |            |         | 50°5′43″ s. š., 15°26′18″ v. d.  |       |          | kamenný pylon se sochou a seznamem padlých z I. světové války v centru obce                                      | pomník |                                                    |
| Choteč             |            |         | 50°4′59″ s. š., 15°52′42″ v. d.  |       |          | kamenná mohyla se sochou lva na vrcholu a seznamem padlých z I. světové války v centru obce                      | pomník |                                                    |
| Chýšť              |            |         | 50°7′38″ s. š., 15°32′29″ v. d.  |       |          | kamenný pylon se sochou lva a seznamem padlých z I. světové války                                                | pomník |                                                    |
| Dolní Ředice       |            |         | 50°4′40″ s. š., 15°55′28″ v. d.  |       |          | kamenný pylon se sochou bojovníka se lvem                                                                        | pomník |                                                    |
| Dražkovice         |            |         | 50°0′3″ s. š., 15°46′22″ v. d.   |       |          | kámen s orlem na vrcholu a seznamem padlých                                                                      | pomník |                                                    |
| Dubany             |            |         |                                  |       |          | kamenný pylon se sochou truchlící ženy a seznamem padlých                                                        | pomník | vedle pomníku je i pomník obětem II. světové války |
| Hlavečník          |            |         | 50°4′41″ s. š., 15°25′37″ v. d.  |       |          | kamenná stéla s věncem s nápisem Našim padlým hrdinům z Hlavečníka                                               | pomník |                                                    |
| Hoděšovice         |            |         | 50°8′53″ s. š., 15°55′14″ v. d.  |       |          | kamenná stéla v centru obce                                                                                      | pomník |                                                    |
| Horní Jelení       |            |         | 50°2′54″ s. š., 16°5′4″ v. d.    |       |          | kamenný pylon se sousoším na vrcholu a seznamem padlých na náměstí Komenského                                    | pomník |                                                    |
| Horní Ředice       |            |         | 50°4′33″ s. š., 15°56′36″ v. d.  |       |          | kamenná stéla se lvem a seznamem padlých                                                                         | pomník |                                                    |
| Hostovice          |            |         | 50°0′11″ s. š., 15°51′59″ v. d.  |       |          | kamenný pylon se jmény padlých                                                                                   | pomník |                                                    |
| Jaroslav           |            |         | 50°0′43″ s. š., 16°4′41″ v. d.   |       |          | kámen se sochou bojovníka a seznamem padlých                                                                     | pomník |                                                    |
| Jeníkovice         |            |         | 49°58′58″ s. š., 15°39′37″ v. d. |       |          | kamenný pylon s reliéfem Masaryka a seznamem padlých                                                             | pomník |                                                    |
| Kasalice           |            |         | 50°7′4″ s. š., 15°36′34″ v. d.   |       |          | kamenný pylon se sochou orla na vrcholu a seznamem padlých                                                       | pomník |                                                    |
| Kladina            |            |         | 50°3′43″ s. š., 15°52′39″ v. d.  |       |          | kamenná stéla se seznamem padlých                                                                                | pomník |                                                    |
| Kojice             |            |         | 50°2′33″ s. š., 15°23′12″ v. d.  |       |          | kámen se sochou lva                                                                                              | pomník |                                                    |
| Kolesa             |            |         | 50°5′10″ s. š., 15°28′41″ v. d.  |       |          | kámen se seznamem padlých                                                                                        | pomník |                                                    |
| Komárov            |            |         | 50°5′19″ s. š., 15°29′26″ v. d.  |       |          | kamenný pylon se seznamem padlých                                                                                | pomník |                                                    |
| Kunětice           |            |         | 50°4′14″ s. š., 15°49′35″ v. d.  |       |          | kamenný pylon se seznamem padlých                                                                                | pomník |                                                    |
| Křičeň             |            |         | 50°6′33″ s. š., 15°39′ v. d.     |       |          | kámen s nápisem OSVOBOZENÉ VLASTI A VE SVĚTOVÉ VÁLCE 1914. – 1918. PADLÝM BRATŘÍM. sochou lva a seznamem padlých | pomník |                                                    |